# A Question of Faith
A Question of Faith (bra: Uma Questão de Fé) é um filme de drama cristão estadunidense de 2017. Este filme foi lançado em 29 de setembro de 2017, pela Pure Flix Entertainment.

## Sinopse
Quando a tragédia atinge três famílias, seu destino as força a um caminho convergente para descobrir o amor, a graça e a misericórdia de Deus, pois os desafios de seu destino também podem ressuscitar suas crenças.

## Elenco
- Richard T. Jones como David Newman
- Kim Fields como Theresa Newman
- C. Thomas Howell como John Danielson
- Renee O'Connor como Mary Danielson
- Gregory Alan Williams como Farnsworth Newman
- T.C. Stallings como Cecil King
- Jaci Velásquez como Kate Hernandez
- Amber Thompson como Michelle Danielson
- Karen Valero como Maria Hernandez
- Donna Biscoe como Patricia Newman
- Maiya Boyd como Amigo de Escola Eric
- Stephanie Wilkinson como Dr. Timmons
- Kenneth Israel como Dr. Moore
- Marliss Amiea como Lisa Pearl
- James Hooper como Junior Newman
- Thom Scott II como Jordan Mayberry
- Caleb T. Thomas como Eric Newman

## Lançamento
A Question of Faith foi lançado nos Estados Unidos em 29 de setembro de 2017 e faturou US$ 1 milhão em 661 cinemas em seu fim de semana de estreia (uma média de US$ 1 551 por local).

### Resposta da crítica
No site agregador de críticas Rotten Tomatoes, o filme tem um índice de aprovação de 40% com base em 5 críticas e uma classificação média de 5,8/10.

## Trilha sonora
O filme apresenta música de Nelson Jackson com trilha adicional de Jason Solowsky. Um álbum da trilha sonora foi lançado que contém músicas de The Nelons, Cecil Thompson, Amber Nelon Thompson, Deloris White, Y'Anna Crawley e John Paul McGee.